# Sanziniinae
Sanziniinae – podrodzina węży z rodziny dusicielowatych (Boidae).

## Rozmieszczenie geograficzne
Rodzaj obejmuje gatunki występujące na Madagaskarze i Maskarenach. 

## Systematyka
Do rodziny należą dwa rodzaje:
- Acrantophis Jan, 1860
- Sanzinia Gray, 1849